# Gressenich
Gressenich ist ein Ort am Nordrand des Naturparks Hohes Venn-Eifel am Omerbach, eine der ältesten Siedlungen im Aachener Raum und seit der kommunalen Neugliederung von 1972 ein Ortsteil von Stolberg (Rhld.) in der Städteregion Aachen. Die Einwohnerzahl beträgt ca. 2.420. Zusammen mit den Orten Mausbach, Vicht, Schevenhütte und Werth bildete Gressenich seit der napoleonischen Zeit bis 1972 mit einer kurzen Unterbrechung eine eigenständige Gemeinde zuerst im Kanton Eschweiler, seit 1815 im Landkreis Aachen. In der Geschichte des Ortes haben Erzbergbau und in geringerem Umfang Metallverhüttung eine große Rolle gespielt, deren Ursprünge bis in die Römerzeit zurückreichen.

## Geografie
Nachbarstadtteile von Gressenich sind die Stolberger Stadtteile Werth, Mausbach und Schevenhütte. Nördlich von Gressenich liegen die Eschweiler Stadtteile Hastenrath und Scherpenseel, östlich der Langerweher Gemeindeteil Hamich.

## Geschichte
Die ursprünglich römische Siedlung wird urkundlich bereits 842 erwähnt und ist somit deutlich älter als Stolberg selbst. Die Endung -iacum des Ortsnamens „Grasciniacum“ bei seiner urkundlichen Ersterwähnung 842 lässt erkennen, dass seine Ursprünge in einem galloromanischen Gut zu suchen sind und das in einer Siedlungskontinuität die Völkerwanderungszeit überdauerte. Später heißt der Ort Grecenich (1109), Greznich (1234) und Gressenich (14. Jahrhundert).
In der Gegend zwischen Diepenlinchen und dem Römerfeld müssen sich die Bergwerke und Hüttenbetriebe der Römer befunden haben, die schon vor Christi Geburt und nachher über 400 Jahre lang auch in Gressenich siedelten. Beweis dafür sind beispielsweise die großen Gräberfelder, die man im 19. Jahrhundert zwischen Gressenich und Mausbach entdeckt hat. Das von den Römern schon im ersten Jahrhundert rings um Gressenich in den Metallhütten hergestellte Messinggeschirr wurde weithin bekannt. Die glockenförmigen Gefäße des so genannten Hemmoorer Typs heißen nach ihrem Fundort Hemmoorer Eimer, werden wegen ihres vermuteten Produktionsorts aber auch „Gressenicher Eimer“ genannt. Eine Liste mit Namen mehrerer Bewohner dieser römischen Industriesiedlung wurde 1755 in Gressenich gefunden. Danach weihten mehrere Bewohner Gressenichs im Jahre 228 dem Jupiter und dem Schutzgott des Ortes einen Stein, der noch heute in Kornelimünster zu sehen ist. Wann die römische Messingindustrie ihr Ende fand, ist nicht genau bekannt. Wahrscheinlich hat die Fabrikation im 4. Jahrhundert aufgehört. Die Bedeutung Gressenichs in der Römerzeit könnte hinter der Sage von der untergegangenen Stadt Gression oder „Grassion“ stehen, welche die Legende freilich an einen großen Strom verlegt.

### Franken
König Ludwig II. der Deutsche, ein Enkel Karls des Großen, schenkte am 26. März 842 dem Kloster Inda die villa Crasciniacum: ‚villa‘ hießen damals die Königsgüter, deren Einträge zur Unterhaltung des fränkischen Königs und seines Gefolges dienten. In besonders großer Zahl lagen sie rings um die Kaiserpfalz in Aachen. Wie Eilendorf war Gressenich später ein Gerichtsbezirk im Münsterländchen und hatte ab 1506 sogar ein eigenes Siegel. In Gressenich gab es mehrere abteiliche Pannhäuser.
848 übertrug König Karlmann das Gut Treffen an das Pfalzstift Altötting. Das in Kärnten gelegene Stift erhielt auch die Blei-Zink-Lagerstätten zwischen Gressenich und Scherpenseel.

### Abtei Kornelimünster (1000 bis 1800)
Vor dem 4. Dezember 1075 beurkundete Erzbischof Anno II. von Köln die Gründung des Klosters Siegburg. Zum Besitz dieser Neugründung gehört u. a. ‚Euenheim bei (Euskirchen)‘ und der Ort ‚Cresich‘. Am 28. November 1109 bestätigte Papst Paschalis II. dem Kloster Siegburg seine Besitzungen in Euenheim, Flattern, Pier und ‚Grecenich‘. 1229 kauften die Mönche von Kornelimünster Gressenich zurück. 1233 legte eine Urkunde als Grenze zwischen der Reichsabtei Kornelimünster und dem Jülicher Gebiet den Omerbach fest. Die östlichen Ansiedlungen Rott, Elle oder Buschhausen gehörten zum Jülicher Territorialherrn. 1234 verlieh Otto II., Pfalzgraf bei Rhein, Herzog von Bayern, dem Jülicher Grafen Wilhelm IV. die pfalzgräflichen Lehen, zu denen u. a. die Vogtei in Kornelimünster und Gressenich gehörten.
Als selbständige Pfarre wird Gressenich im „liber valoris“ aus dem 13. Jahrhundert erwähnt, in dem Stelleneinkünfte der Pfarreien im Erzbistum Köln aufgelistet sind.
1336 wurde der Vogt von Kornelimünster und Gressenich Markgraf. Viele Ritter aus Deutschland leisteten im 14. Jahrhundert als Söldner Kriegsdienste in Italien. Zu diesen gehörten auch Hermann von Gressenich, der 1346 und 1350 in Modena nachgewiesen ist, und Haneken von Gressenich, der 1356 in Pisa war.
1445 ging Gressenich an den Ritter Wilhelm von Nesselrode über, zusammen mit der Herrlichkeit Stolberg und der Vogtei in Kornelimünster.
1530 führten die Bewohner des Ortes beim Abt von Kornelimünster Klage gegen den Wehrmeister des Herzoges in Jülich. Am 8. August 1531 wurde der Jülicher Vertrag abgeschlossen, der die Grenze zwischen dem Herzogtum Jülich und dem abteilichen Hoheitsgebiet von Kornelimünster festlegt. Diese Grenze teilte den Ort entlang des Omerbaches. In der Zehntabrechnung des Dürener Forst- und Wehrmeisters aus dem 16. Jahrhundert finden sich Nachweise über den Erzbergbau in Gressenich.
1634 wurde die Kirche während des Dreißigjährigen Krieges von Soldaten geplündert. 1670 schloss Abt Johann Balduin von Berg-Dürfendael mit dem Kölner Erzbischof einen Vergleich, der in zwei Punkten auch Gressenich betrifft. Der Kölner Erzbischof erhielt ungehindertes Visitationsrecht im Territorium des Abtei. Der Abt hatte das Kollationsrecht und das Investiturrecht in den genannten Pfarreien.
Bei zwei starken Erdbeben, dem Erdbeben bei Düren 1756 und einem weiteren 1760, fielen auch in Gressenich viele Schornsteine herunter.

### Französische Mairie
Im Dezember 1792 hatten französische Revolutionstruppen ein erstes Mal Aachen besetzt. Nach ihrer zeitweiligen Vertreibung durch den österreichischen Sieg bei Aldenhoven am 1. März 1793 kehrten sie im September 1794 nach Aachen zurück und besetzten mit 52.000 Mann Kornelimünster und seine Umgebung. Gressenich gehörte bis 1814 zu Frankreich.
Zum ersten Mal ist eine Bürgermeisterei (Mairie) Gressenich gebildet worden (erster Bürgermeister Johann Kutsch, von 1796 bis 1801). Ihr Umfang ist auf der von französischen Kartografen angefertigten Tranchotkarte zu ersehen: Vicht, Mausbach und Krewinkel gehörten zur Bürgermeisterei Gressenich; Schevenhütte, Elle, Rott und Gracht dagegen zur Bürgermeisterei Heistern. Werth wurde Nothberg zugeschlagen. Die Mairie Gressenich gehörte zum Kanton Eschweiler im Département de la Roer, das in Aachen seinen Sitz hatte. 1814 wurden die Franzosen von russischen Kosaken vertrieben.

### 19. Jahrhundert
Im Februar 1815 ordnete der Wiener Kongress wesentliche Teile des Rheinlands dem Königreich Preußen zu. Gressenich lag jetzt im Landkreis Aachen im Regierungsbezirk Aachen. 1821 kam Gressenich durch die Bulle De salute animarum zum Dekanat Eschweiler, wie Mausbach, Vicht und Schevenhütte auch.
Um die Mitte des 19. Jahrhunderts erreichte der Bergbau in der an Gressenich angrenzenden Erzgrube Diepenlinchen großtechnische Dimensionen. Diepenlinchen wurde zum Hauptarbeitgeber der hier ansässigen Bevölkerung. Bedingt durch den Tiefenausbau der Gruben wurden in dieser Zeit in zunehmendem Maße Primärerze gefördert. 1845 erließ Preußen die Rheinische Gemeindeordnung, welche die Bildung von Spezialgemeinden vorsah, infolgedessen die Gemeinde Gressenich aufgelöst wurde. Nach Aufgabe des Konzepts Spezialgemeinde 1850, bildeten die Dörfer Gressenich, Mausbach, Vicht, Schevenhütte und Werth nun wieder die Gemeinde Gressenich, die bis zur kommunalen Neugliederung von 1972 bestehen blieb. 1882 hatte Schevenhütte 380 Einwohner, Vicht 750 Einwohner, Mausbach 1149 Einwohner und Gressenich 498 Einwohner.

### 20. Jahrhundert

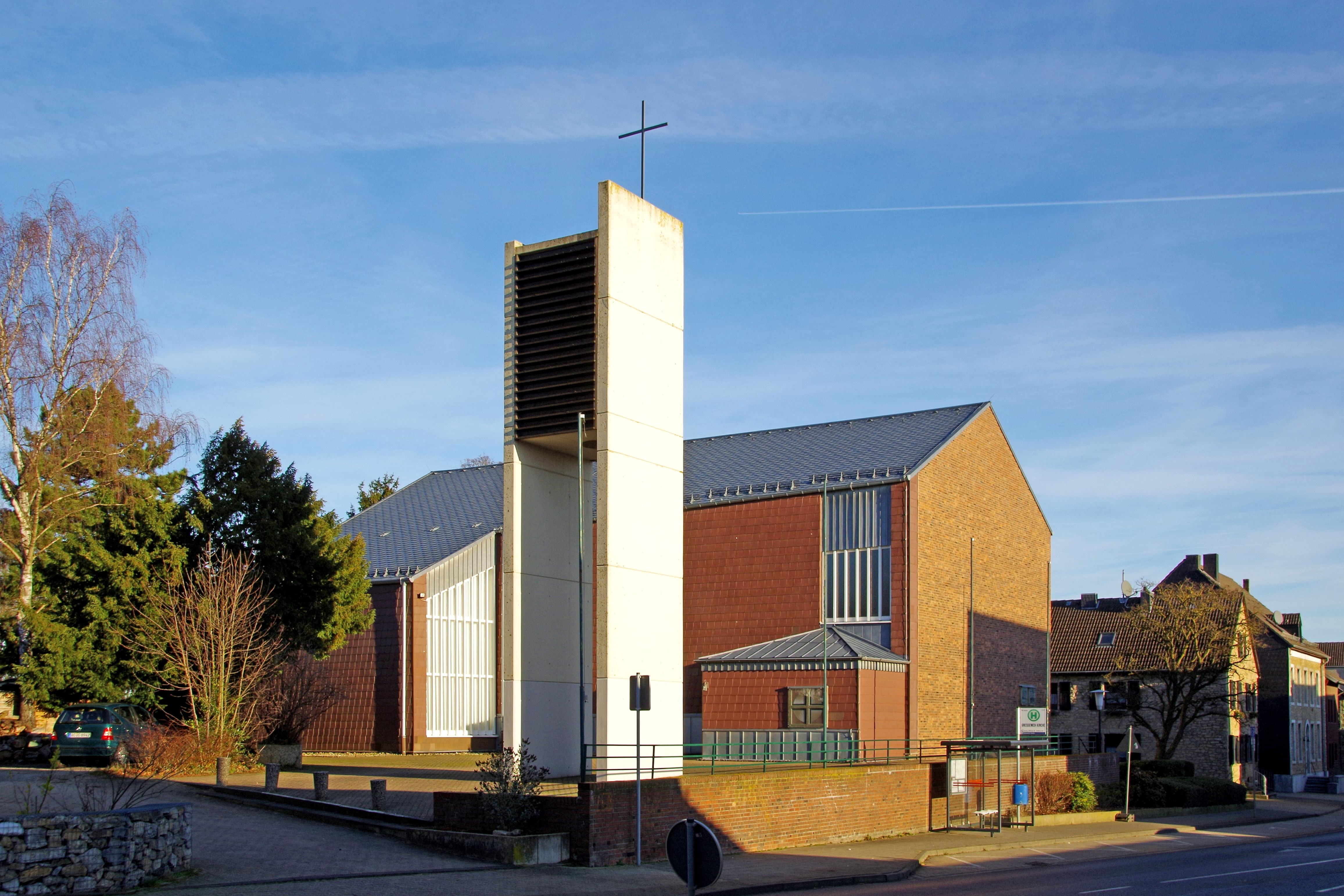
Kirche St. Laurentius

1912 wurde Gressenich an die Wasserversorgung des Landkreises Aachen angeschlossen. 71 Männer aus Gressenich lassen im Ersten Weltkrieg ihr Leben. Von 1927 bis 1972 gehörte der Ort zum Arbeitsamtbezirk Eschweiler. Am 1. Oktober 1932 kamen nach Auflösung der Gemeinden Nothberg und Hastenrath die bis dahin zum Kreis Düren gehörenden Teile des Ortes Werth und die Häusergruppen Weißenberg, Diepenlinchen und Burgholz hinzu. 1938 wurden in Gressenich zwei Westwallanlagen gebaut. 1939 wurde von Wolfgang Pagenstecher das Ortswappen entworfen. Es zeigt in goldenem Feld einen schwarzen, rot gezungten und schwarz bewehrten, rechtsgekehrt schreitenden Löwe, an den Schultern beladen mit gegurtetem Schild, darauf in silbernem Feld schwarz tingiert gekreuzt Schlägel und Eisen als Reminiszenz an den Bergbau der Region, in den Vorderpranken gepackt ein rotes, aufwärts gekehrtes Horn. Ein Bezug auf die jahrhundertelange Beziehung zur Reichsabtei Kornelimünster wurde aus politischen Gründen vermieden.
1942 übernahm Engelbert Regh, der Bürgermeister der Stadt Stolberg, von Gressenichs stellvertretendem Bürgermeister Theodor Feldhege die Verwaltung der Gemeinde Gressenich, die er bis zur Besetzung durch die US-Amerikaner ausübte.
Am 15. September 1944 wurde die 3. US-Panzerdivision vor Gressenich durch das Eingreifen der deutschen 9. Panzer-Division für zwei Monate gestoppt. Am 16. November 1944 fand in Verbindung mit einem Bodenangriff der größte Bombenangriff des Zweiten Weltkrieges auf Eschweiler, Weisweiler, Langerwehe, Düren, Jülich, Heinsberg, Hamich, Hürtgen und Gey statt. Am Abend rückt das 47. US-Infanterieregiment in Gressenich ein. Ab dem 18. November 1944 wurden Hastenrath und Scherpenseel erobert. Am 22. November fiel auch Eschweiler. Damit war die Front vorbeigezogen. Gressenich war im Verlaufe der Kämpfe stark zerstört worden, so auch die dreischiffige spätgotische Kirche St. Laurentius. Wertvolle Kunstschätze gingen verloren. Im Jahre 1960 wurde der Grundstein für die neue Pfarrkirche gelegt, die an die Stelle der im Krieg zerstörten alten Kirche errichtet wurde und 1965 von Bischof Pohlschneider konsekriert werden konnte.
Von 1961 bis 1972 lautete die Postleitzahl 5184 Gressenich (über Eschweiler). In den 1960er und 1970er Jahren grassierte hier die Gressenicher Krankheit. Am 1. Januar 1972 wurde die Gemeinde Gressenich aufgrund des Aachen-Gesetzes in die Stadt Stolberg (Rhld.) eingemeindet. Gressenich, Mausbach, Schevenhütte und Werth bilden fortan Stolberger Stadtteile.
1991 hatte Schevenhütte 795 Einwohner, Vicht 2108 Einwohner, Mausbach 4867 Einwohner und Gressenich 2277 Einwohner.

### 21. Jahrhundert
2006 wiesen die Stolberger Stadtteile der ehemaligen Gemeinde Gressenich folgende Einwohnerzahlen auf:
Gressenich:   2566 Einwohner;
Werth:        1032 Einwohner;
Schevenhütte:  706 Einwohner;
Vicht:        1879 Einwohner;
Mausbach:     4657 Einwohner
Das Ortsbild von Gressenich sowie die Einwohnerzahl wurde durch die ständige Erschließung von Neubaugebieten (Bovenheck, das Neubaugebiet in der Nähe von Buschhausen sowie der Ausbau der Alten Siedlung, scherzhaft von Alt-Gressenichern „Legoland“ genannt) stetig verändert.

## Infrastruktur
In Gressenich befinden sich diverse Dienstleister, eine Praxis für physikalische Therapie und Osteopathie, ein Alten- und Pflegeheime sowie eine städtische Tageseinrichtung für Kinder, außerdem mehrere Restaurants und Kneipen.

## Verkehr
Gressenich liegt an der L 11, die nach Eschweiler führt, und an der L 12, die von Kornelimünster über Gressenich und Schevenhütte nach Niederzier führt. Die Autobahn A 44 ist über die Anschlussstellen Aachen-Brand, Broichweiden und Alsdorf erreichbar. Die Autobahn A 4 ist über die Anschlussstellen Eschweiler-Ost, Weisweiler oder Eschweiler-West erreichbar.
Die AVV-Buslinien 1, 26, 42, 261 (teilweise als Rufbus) und EW1 bedienen Gressenich.
| Linie      | Betreiber | Verlauf |
| ---------- | --------- | --- |
| 1          | ASEAG     | Uniklinik – Westbahnhof – Ponttor – Aachen Bushof – Ludwig Forum – Talbot – Haaren – Verlautenheide – Atsch – Stolberg Mühlener Bf – Stolberg Altstadt – Binsfeldhammer – Bernardshammer – Vicht – Fleuth – Mausbach – Diepenlinchen – Werth – Gressenich – Schevenhütte                   |
| 26         | ASEAG     | Eschweiler Bushof – Rathaus – Bergrath – Nothberg – Heistern – Wenau – Hamich – Gressenich Kapelle |
| 42         | ASEAG     | (Schevenhütte →) Gressenich Kapelle – Krewinkel – Mausbach – Fleuth – / (Zweifall – Münsterau –) Vicht – Breinigerberg – Breinig – Dorff – Büsbach – Liester – Münsterbusch – Zinkhütter Hof – Stolberg Mühlener Bf – (Velau – Stolberg Hbf) / (Birkengang – Stolberg Hans-Böckler-Straße) |
| 261        | Rurtalbus | Langerwehe Bf – Langerwehe Rathaus – Schönthal – Wenau – Heistern – Hamich – Gressenich – Schevenhütte |
| EW1        | ASEAG     | Eschweiler Bushof – Rathaus – Bergrath – Nothberg Knippmühle – Bohl – Volkenrath – Hastenrath – Scherpenseel – (Gressenich Kapelle / Werth Brunnenweg) |
| RufBus 261 | Rurtalbus | Rufbus: Schevenhütte – Gressenich – Hamich – Heistern – Wenau – Schönthal – Langerwehe Rathaus – Langerwehe Bf (Mo–Fr tagsüber) |

Der nächste Bahnhof ist der Bahnhof Langerwehe. Der nächste Euregiobahn-Halt ist Eschweiler-Nothberg.

## Sehenswürdigkeiten
Eine Statue „Anna selbdritt“ (Anna zu dritt) aus dem 15. Jahrhundert sowie Figuren und Altarbilder des gotischen Flügelaltars konnten im Zweiten Weltkrieg gerettet werden und sind in der Pfarrkirche St. Laurentius zu sehen.
- Siehe auch: Liste der Baudenkmäler in Gressenich.

## Regelmäßige Veranstaltungen
An der alljährliche Radrenn-Nacht nahmen bisher viele Radrenn-Profis teil (Jan Ullrich 1999, Erik Zabel 1998–2001 und andere). Weitere wiederkehrende Veranstaltungen sind das traditionelle Maifest der Ortsvereine, das Sportfest des SV 1919 Gressenich, das mittlerweile alljährliche Bouleturnier und auch die Weihnachtsmusik der Gressenicher Blasmusikanten, die traditionell ab 22:00 Uhr am Heiligen Abend musizierend durch den Ort ziehen.
Höhepunkte des Gressenicher Karnevals sind der alljährliche Karnevalsfreitag im Festzelt auf dem Marktplatz und der große Karnevalsumzug am Sonntag.
Regelmäßig werden Führungen durch den Ort mit vielen Erzählungen und Anekdoten rund um Gressenich angeboten. Weiterhin findet allmonatlich der Gesprächskreis „Dumols ä Gressenich“ („Damals in Gressenich“) statt, bei dem Geschichten, Erzählungen, Sagen und Erfahrungen in, um und aus Gressenich von alt zu jung überliefert werden.
Alljährlich finden im Pfarrheim Römerstraße Konzerte der Chorgemeinschaft Gressenich statt. Zahlreiche Chöre und Musikgruppen aus der näheren und weiteren Umgebung sind hier regelmäßig zu Gast.
Alle 2 Jahre um die Weihnachtszeit veranstaltet die Chorgemeinschaft Gressenich in der Pfarrkirche St. Laurentius ein großes Benefizkonzert. Diese Veranstaltung gehört seit Jahren zu den musikalischen Highlights und erfreut sich großer Beliebtheit. Die Spendenerlöse kommen immer wieder sozialen Zwecken zugute.
Bis einschließlich 2011 fand jährlich im August auf der Wolff-Farm das Rockkonzert „Woodstöckchen“ mit teilweise bis zu mehreren hundert Zuschauern statt. In erster Linie fanden hier Nachwuchsbands aus der Region eine Plattform. In den letzten Jahren ließ der Publikumsandrang aber stark nach, sodass Woodstöckchen 2012 nicht mehr veranstaltet wurde. Der Name erinnert an das legendäre Woodstock-Festival 1969. Die Veranstalter des letzten Woodstöckchen waren Wolfgang Schnock und der Besitzer der Wolff-Farm Michael Wolff.

## Vereine
- Freiwillige Feuerwehr Gressenich
- Chorgemeinschaft Gressenich e. V. (Gemischter Chor)
- Taubenzüchterverein
- Interessengemeinschaft St. Martin Gressenich
- Eifelverein Gressenich
- Marianische Vereinigung
- Blasmusikanten Gressenich (Blaskapelle)
- Karnevalsgesellschaft "Fidele Bessemskriemer" Gressenich e. V.
- Motorrad-Sport-IG Gressenich e. V. 1968

## Söhne und Töchter des Orts
- Wilhelm Kohlen (1896–1964), Bürgermeister und Gemeindedirektor der Gemeinde Gressenich, 1949–1952 Landrat des Kreises Aachen
- Axel Wirtz (1957–2024), Politiker (CDU) und Mitglied des Landtages von Nordrhein-Westfalen
- Lutz Kreutzer (* 1959), Geologe und Schriftsteller, 1990 emigriert nach Österreich, Wien, dort 1994 erster deutscher Staatsbürger im österreichischen Wissenschaftsministerium, Hochschullehrer in Salzburg und Manager in der freien Wirtschaft, München
- Angelika Schierholt (* 1966), 2001 erste deutsche Kick-Box-Weltmeisterin, geb. in Gressenich-Mausbach

## Buschhausen
Buschhausen ist ein südlicher Ortsteil des Stadtteils Gressenich. Die Höhe beträgt 227,1 m ü. NN. Mit der Eingemeindung Gressenichs am 1. Januar 1972 kam Buschhausen an Stolberg. Buschhausen besteht nur aus ein paar Straßen am Westrand des Gressenicher Waldes. Die nächsten AVV-Bushaltestellen liegen in Gressenich-Mitte.